# 朱季𡑐

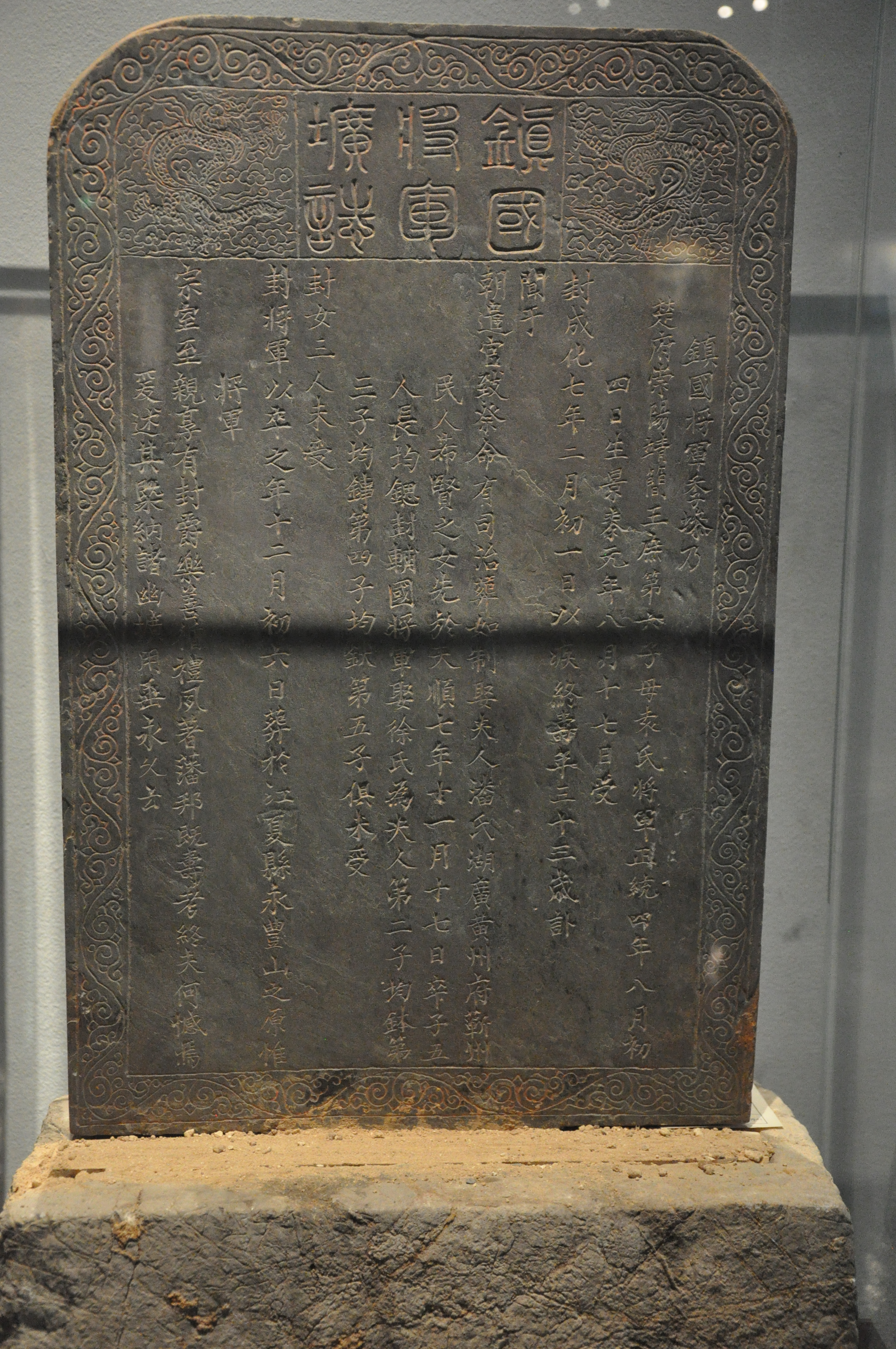
明镇国将军朱季𡑐墓志

朱季𡑐（1439年9月11日—1471年2月20日），崇阳靖简王朱孟煒庶六子，明太祖之曾孙。正统四年八月初四日（1439年9月11日）生，景泰元年八月十七日（1450年9月22日）受封镇国将军，成化七年二月初一日（1471年2月20日）因病去世，享年三十三歲。安葬于今武汉市江夏区二妃山，2007年，考古学者发掘其墓葬。

## 家庭

### 妻妾
- 鎮國將軍夫人潘氏，蘄州州民潘希賢之女。

### 子
- 長子：輔國將軍朱均鍶
- 次子：辅国将军朱均鉢，正德四年（1509年）逝世。[1]
- 三子：朱均𨧫
- 四子：朱均𮡧
- 五子：朱某，幼